# إيرين ديفيس (ممثلة)
إيرين ديفيس (بالإنجليزية: Erin Davis)‏ هي ممثلة أمريكية، ولدت في 1987.

## وصلات خارجية
- إيرين ديفيس (ممثلة) على موقع IMDb (الإنجليزية)
- إيرين ديفيس (ممثلة) على موقع قاعدة بيانات الفيلم (الإنجليزية)